# Ella-Laraña
Ella-Laraña es un personaje ficticio que aparece en Las Dos Torres, segundo libro de la trilogía El Señor de los Anillos, de J. R. R. Tolkien. Sin embargo, por razones de montaje, en la trilogía cinematográfica de Peter Jackson no aparece hasta la tercera parte. Aparece también en el videojuego Middle Earth: Shadow of War en el cual tiene un papel primario, una historia, poderes, e incluso una forma alternativa humana, más allá del trasfondo que Tolkien le dio al personaje en su trabajo.  
Su nombre es la traducción de Shelob, término que procede de she (‘ella’) y de lob (una palabra inglesa antigua para designar a una ‘araña’).
Ella-Laraña es una monstruosa araña y la más grande de las descendientes de Ungoliant, la araña primordial, que durante la Primera Edad habitó en las Montañas del Terror, en Beleriand, junto con el resto de la inmunda prole arácnida. Con ellas se enfrentó Beren en su viaje a Doriath.
Ninguna historia cuenta qué fue de ella durante los Años Oscuros, ni cómo llegó a las fronteras de Mordor. Parece que de alguna manera, tuvo vástagos que luego infestaron el Bosque Negro, hogar de oscuras criaturas desde la llegada del nigromante Sauron. Estas son las arañas que aparecen en el El hobbit, temibles pero incomparablemente menos letales que la madre. El hecho es que en la época de la Guerra del Anillo habitaba en los túneles cercanos a la torre de Cirith Ungol, en las Montañas de la Sombra, en un antro de oscuridad impenetrable y olor nauseabundo conocido como Torech Ungol (‘el antro de la araña’). Allí se alimentaba de lo que podía, incluidos orcos incautos. Sauron sabía perfectamente de su existencia, y se complacía en ello, pues a él le servía como guardián si alguien osaba entrar a Mordor por allí. Ella-Laraña, por su parte, no lo reconocía como amo.
Gollum, muchos años atrás, en su viaje a Mordor, la había visto y la había venerado. Cuando viaja con Frodo y Sam, los guía hasta el túnel oscuro para que Ella-Laraña los mate y él pueda quedarse con el Anillo único de Sauron. Frodo, aterrorizado, se enfrenta a ella como puede, y usa el frasco con la luz de Eärendil; pero el monstruo, que conocía de tales artilugios élficos desde los Días Antiguos, no se amedrenta. Usando su espada Dardo, Frodo logra romper la tupida e inmunda tela, pero cuando creía haber escapado, el monstruo le clava el aguijón.
Sam consigue hacer retroceder a la araña, enfrentándose valerosamente a ella. Lo que Sam no logra por su propia fuerza, la araña misma lo hace: al dejarse caer con toda su fuerza para aplastar al hobbit, se encuentra con la espada de Sam, la cual se hunde profundamente en su vientre. La araña huye a su escondrijo. Entonces Sam se acerca a Frodo y cree que ha muerto, cuando en realidad Ella-Laraña le ha inyectado un veneno que le hace parecer sin vida, para luego poder manipular su cuerpo y devorarlo. Pero Ella-Laraña no vuelve a aparecer en esta historia, y ningún relato narra qué fue de ella, si murió o si tal vez a lo largo de los años, en medio de la oscuridad, logró recuperarse y curar sus heridas.

## Adaptaciones
En la trilogía cinematográfica de El Señor de los Anillos de Peter Jackson, Ella-Laraña no aparece hasta El retorno del Rey para no apagar el clímax de la Batalla del Abismo de Helm, lo que causó indignación en algunos fanáticos de la obra de Tolkien.
También hace aparición en el videojuego Middle Earth: Shadow of War desarrollado por Monolith Productions y distribuido por Warner Bros. Interactive Entertainment, lanzado en el 2017.